# KeyBank Center
KeyBank Center (dříve HSBC Arena a First Niagara Center) je multifunkční aréna v centru města Buffalo ve státě New York.

## Historie
Aréna byla otevřena 21. září 1996 jako náhrada za Buffalo Memorial Auditorium. V době stavby nesla název Crossroads Arena.

### Jméno
Práva na jméno arény byla prodána bance Marine Midland Bank, která byla součástí bankovní skupiny HSBC a aréna byla přejmenována na Marine Midland Arena ještě před prvním zápasem. V roce 1999 skupina HSBC v rámci mezinárodního omlazovacího projektu změnila jméno na HSBC Arena. A v roce 2011 finanční skupina First Niagara Financial Group koupila všechny pobočky banky HSBC ve státě New York a v létě toho roku dosáhli sponzor, město, klub a stadion dohodu o novém názvu, First Niagara Center. Dohoda je platná na období 15 let. Novinářská lóže je pojmenována po bývalém komentátorovi pro Buffalo Sabres, členovi Hokejové síně slávy, Tedu Darlingovi.

### Ukazatel skóre
16. listopadu 1996, pouze pár minut po odchodu hráčů z tréninku a pár hodin před začátkem zápasu mezi Sabres a Boston Bruins, kostka nad ledem spadla dolů, když byla dálkově přemísťována. Nikdo nebyl zraněn, zápas s Bruins ale musel být odložen. Nový ukazatel skóre byl instalován později v průběhu sezóny.
V sezoně 2007–08 byl nainstalován nový ukazatel skóre, od firmy Daktronics. Navíc byly zrekonstruovány a přidány dvě nové řady reproduktorů. Nový ukazatel skóre je vytvořen ze čtyř obrazovek vysílajících ve vysokém rozlišení obklíčených dvěma LED třistašedesátistupňovými kruhovými lištami. Na spodním konci ukazatele je obrovské logo Sabres (bizon) a dvě obří překřížené šavle. Rukojeti šavlí jsou vybaveny svítícími LED diodami. Při každé výhře Sabres nebo vstřeleném gólu se kouří z nozder obřích bizonů.
Poslední důležité úpravy byly provedeny v roce 2008. Poblíž hlavního vchodu do arény byly nainstalovány nové nástěnné malby s obrázky z Winter Classic 2008, které se hrálo na buffalském fotbalovém stadionu.

## Provoz

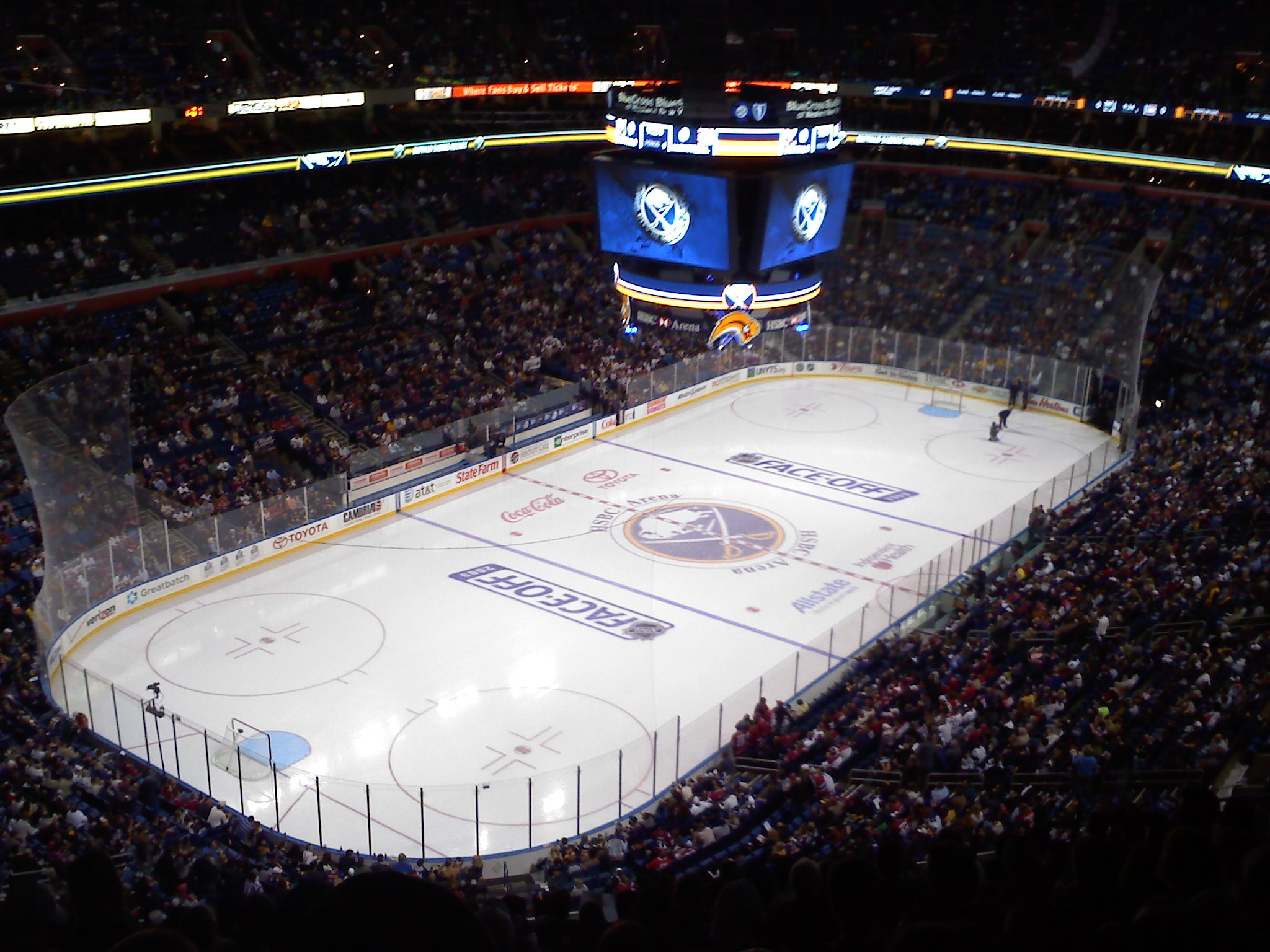
HSBC Arena před zápasem Buffalo Sabres.

Hlavní týmy hrající ve KeyBank Center jsou hokejoví Buffalo Sabres z NHL a lakrosoví Buffalo Bandits z NLL. Dříve se tu hrál i americký fotbal v podání Buffalo Destroyers, fotbal zde hráli Buffalo Blizzard a hráli zde také in-line hokejoví Buffalo Wings.
V aréně se hrál třetí, čtvrtý a šestý zápas finále Stanley Cupu v roce 1999. Nejvíce se vzpomíná na šestý zápas, kdy ve třetím prodloužení rozhodl o vítězství Dallas Stars kontroverzním gólem Brett Hull.
Stadion je také pravidelně místem konání univerzitních sportovních událostí a koncertů. Finále mužských basketballových univerzitních lig NCAA a MAAC se zde hrálo už čtyřikrát. V roce 2003 se zde odehrálo NCAA Frozen Four, finále hokejové NCAA. Navíc se zde konalo hodně wrestlingových utkání. V sezoně 2010–11 se zde odehrálo Mistrovství světa juniorů v ledním hokeji.

### Sezení
Na sportovních událostech může v aréně sedět až 18 690 diváků. Při koncertech a basketbalu číslo povyroste, protože pro ně není potřeba tolik místa. Arénu obsluhuje stanice metra Special Events.